# Umberto Klinker
Umberto Orlando Klinker es un exjugador de fútbol de Surinam que jugó la mayor parte de su carrera para el SV Robinhood de la SVB Hoofdklasse y para la selección nacional de Surinam.
Ayudó a Robinhood a ganar varios campeonatos nacionales en los años ochenta y terminó como el máximo goleador de la liga en 1982 y 1983.

## Trayectoria
Comenzó su carrera futbolística jugando para Lions'71 en el SVB Eerste Klasse, la segunda liga de nivel en Surinam.
En 1978, fue reclutado y se unió a las filas juveniles del SV Robinhood, donde se unió al primer equipo un año después. Hizo su primera aparición un partido contra el SV Leo Victor que terminó con una victoria por 7-0 en el National Stadion.
Ganó el campeonato nacional un total de 12 veces durante el lapso de su carrera antes de retirarse como jugador en 1995. Ayudaría a Robinhood a llegar dos veces consecutivas a la final de la Copa de Campeones de la Concacaf, terminando como subcampeón contra la UNAM en 1982, perdiendo 3-2 en el marcador global a pesar de haber anotado y nuevamente en 1983  contra el CF Atlante donde fue un 6-1.
En 1994 y 1995 volvió a ayudar a Robinhood a ganar dos veces la Copa del Presidente de Surinam.

## Selección nacional
Fue un habitual en los equipos juveniles de la selección, antes de debutar con el primer equipo el 12 de octubre de 1980 en una victoria por 4-0 contra Guyana en la campaña de clasificación para la Copa Mundial de la FIFA de 1982.
Marcó su primer gol el 29 de agosto de 1984 contra esta misma selección en el empate 1-1 en el campo Bourda, en las eliminatorias hacia la Copa Mundial de 1986.
El 30 de junio de 1985 marcó una vez más en el empate 2-2 contra Guadalupe en el Campeonato CFU de 1985.

## Palmarés

### Títulos nacionales
| Título          | Equipo    | País    | Año  |
| --------------- | --------- | ------- | ---- |
| Hoofdklasse     | Robinhood | Surinam | 1979 |
| Hoofdklasse     | Robinhood | Surinam | 1980 |
| Hoofdklasse     | Robinhood | Surinam | 1981 |
| Hoofdklasse     | Robinhood | Surinam | 1983 |
| Hoofdklasse     | Robinhood | Surinam | 1984 |
| Hoofdklasse     | Robinhood | Surinam | 1985 |
| Hoofdklasse     | Robinhood | Surinam | 1986 |
| Hoofdklasse     | Robinhood | Surinam | 1987 |
| Hoofdklasse     | Robinhood | Surinam | 1988 |
| Hoofdklasse     | Robinhood | Surinam | 1989 |
| Hoofdklasse     | Robinhood | Surinam | 1993 |
| Copa Presidente | Robinhood | Surinam | 1994 |
| Hoofdklasse     | Robinhood | Surinam | 1995 |
| Copa Presidente | Robinhood | Surinam | 1995 |

### Distinciones individuales
| Distinción                        | Año  |
| --------------------------------- | ---- |
| Máximo goleador de la Hoofdklasse | 1982 |
| Máximo goleador de la Hoofdklasse | 1983 |